# Blastophaga
Blastophaga es un género de avispas de la familia Agaonidae (avispas de los higos) que polinizan los higos o están relacionadas con ellos de otras maneras: es una relación coevolutiva que ha llevado 80 millones de años en su desarrollo. Las especies de avispas son específicas para las especies de higos. El higo común Ficus carica es polinizado por Blastophaga psenes.

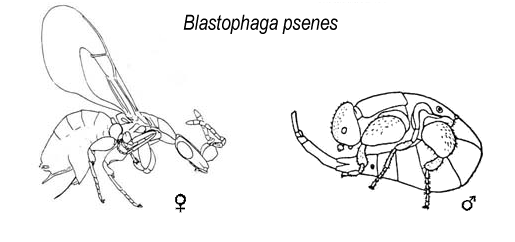
Blastophaga psenes hembra (a la izquierda) y macho